# 巴布希夫
49°21′22″N 24°36′28″E / 49.35611°N 24.60778°E
巴布希夫（烏克蘭語：Бабухів），是烏克蘭西部的村莊，隸屬伊萬諾-弗蘭科夫斯克州的伊萬諾-弗蘭科夫斯克區。該村面積11.52平方公里，人口1,000，人口密度每平方公里99.4人。